# Сигирија
Сигирија (сингалски: සීගිරිය, тамилски: சிகிரியா - Лавља стена) је око 180 метара висока монолитна стена која лежи усред џунгле и доминира околином. Налази се у северном делу дистрикта Матала, близу града Думбеле у централној провинцији Шри Ланке и окружена је џунглом са свих страна. На заравњеном врху стене леже рушевине некадашње престонице краља Касапе I (енг. Kassapa I, 473 - 495), а приступ до врха омогућава мрежа галерија и степеништа које се успињу уз стрме стране стене. Степеништу се прилазило кроз уста гигантског лава направљеног од цигле и гипса, од кога су данас остале само џиновске шапе. Утврђен на врху стене, град је имао савршени положај са ког може да се надгледа и контролише околина. Стена је oкружена остацима раскошне мреже вртова, канала, резервоара за воду и других грађевина. Због своје лепоте и грандиозности древни град Сигирија је 1982. године уписан на УНЕСКО-в Списак места Светске баштине у Азији и Аустралазији.

## Историја
Сигирија или Лавља стена је остатак очврслог магматскоге чепа из давно угашеног вулкана. Врх се налази на 370 метара надморске висине и скоро 200 метара надвисује околну равницу. Формирана је пре две милијарде година, када је област око Сигирије била пуна активних вулкана. Врела растопљена лава из унутрашњости Земље излила се на површину и формирала бројне планине различите величине. Током времена вулканска активност је престала, а ветар и киша су еродирали спољашњу површину вулкана, оголивши чврсто магматско језгро. Стена видљива на површинисамо је само врх стуба очврсле лаве који се простире дубоко у земљу.
Област око Сигирије била је насељена више од 20.000 година пре нове ере. Познато је да су бројне пећине на стени будистички монаси од давнина користили као места за медитацију. Данас се комплекс ових пећина назива Камени вртови (Boulder Gardens). Године 477. краљ Касапа преселио је своју престоницу на сам врх Лавље стене, одакле је владао све до 495. године, када је извршио самоубиство. Након Касапине смрти престоница је враћена у равничарски Анурадапури, где се и раније налазила, а величанствена палата била је опљачкана и претворена у будистички манастир. Током векова полако је падала у заборав, да би коначно била сасвим напуштена и остављена на милост и немилост џунгли.
У 19. веку, 1815. године, Британско царство извршило је анексију Шри Ланку. Неколико година касније, 1827, млади британски официр Џонатан Форбс ступио је на дужност на Шри Ланки (тадашњи Цејлон) и „одмах га је привукла џунгла, захваљујући новостима о лову на слонове”. Дружећи се са британским државним службеником који је дешифровао древне списе Цејлона, сазнао је за постојање града изгубљеног у џунгли. Током једног лова на слонове, 1831. године, Форбс је наишао на рушевине Сигирије. Форбс се 1833. године вратио на откривену локацију како би наставио истраживање. Озбиљна археолошка истраживања локалитета започела су 1895. године. Године 1982. Сигирија је уписана на УНЕСКО-ву листу светске баштине.

### Настанак града
Касапа I, син моћног краља Датусене, опијен жељом за влашћу и моћи, збацио је свог оца са престола, везао га нагог за стену и оставио ту да умре. Његов полубрат, иначе легитимни наследник престола, пребегао је у Индију. Због великог страха од братовљевог повратка и губитка власти Касапа је 477. године своју престоницу преселиo из равничарског Анурадапура на врх огромне стене окружене непроходном џунглом. Тако настаје Сигирија, раскошна палата са очаравајућим вртовима. Остаци палате су очувани, али су на жалост од грандиозне фигуре лава, који је стражарио на улазу у тврђаву и кроз чије чељусти се улазило у палату, остале само две огромне шапе. Скривен од погледа и окружен великом раскоши и харемом, Касапа је живео у удобној изолацији, али раздиран грижом савести због своје одговорности за смрт оца. Издат од поданика којима је веровао, Касапа је живот окончао у својој тврђави 495. године извршивши самоубиство, окружен великим благом које је поседовао и својим бројним конкубинама.

## Изглед утврђења
У време владавине краља Касапе, на свом врхунцу, палата је била оличење раскоши и богатства. Касапа и његови архитекте изградили су краљевску тврђаву са бедемима, зидовима и раскошним вртовима, рибњацима и фонтанама на самом врху стене, а сама стена била је један од предуслова опстанка града. Врх стене представља благо нагнути плато елиптичног облика, површине око пола хектара. Зараван је делом природна, а делом обликована рукама Касапиних неимара. Цео плато био је окружен чврстим зидом од цигле, саграђеним до саме ивице стене, чији се темељи и данас јасно виде. Овај зид пружао је заштиту од јаких ветрова и монсунске кише. Палата је била саграђена као комплекс отворених и прозрачних зграда и павиљона постављених међу сјајним тропским вртовима и језерима. Комплекс је подељен на три одвојена дела: подручје Горње палате заузима највиши, северозападни део, подручје Доње палате заузима доњи, североисточни део, док трећи део комплекса представљају баште и вртови на јужном крају. У баштама су узгајане различите врсте воћа и украсних биљака, од којих су неке донесене из далеких земаља. Кроз центар комплекса пролази шетна стаза поплочана мермером. Вртови су пројектовани математички прецизно. Вртове су красили базени и фонтан које су данас рестауриране и раде. Вртови су се пружали на више нивоа, поседовали системе за грејање и хлађење а у неке базене су постављани облуци како би се дочарао жубор реке. Залихама воде се управљало веома пажљиво и штедљиво. Кишница која је отицала пажљиво се сакупљала и складиштила у великим резервоарима и језерима на врху. Вишак одводе био је каналисан у резервоар испод стене. Кад је то било потребно, војска водоснабдевача била је ангажована за транспорт воде до врха.
До врха стене води степениште од скоро 2000 степеника, које је на пола пута до врха, на малој заравни на северној страни стене, пролазило кроз Лављу капију, коју су представљала уста гигантске скулптуре лава по којој је касније стена и добила име, а која је данас срушена. У оквиру комплекса налазе се и остаци импозантног зида-огледала, направљеног од цигле, који је био малтерисан и глачан до високог сјаја. Верује се да је ефекат огледала постизан употребом специјалног малтера који се правио од финог кречњака, беланаца и меда. Површина зида је затим глачана воском све док се не би постигао сјај попут огледала. У оквиру комплекса, на готово вертикалним странама стене, још увек се могу видети фреске полунагих жена, чувене Сигиријске фреске. Некада их је било око 500 од којих је до данас сачувано 20-ак, а које су монаси својевремено прекречили. Комплекс утврђења обухватао је главну палату чији се источни део настаља на скоро вертикалну литицу, са пријемном двораном и краљевим престолом дугачким 5 метара, безбројне грађевине од опеке и дрвета (од којих су данас остали само темељи), повртњаке, вртове и базене. Са врха стене се километрима унаоколо пружа поглед на огромне зелене шуме и велико језеро тик иза јужног дела тврђаве, из ког се комплекс некада наводњавао. Због своје црне боје стена је изгледала застрашујуће, па је због тога цела површина бочних страна била префарбана у белу боју, због чега је изгледала као облак који се уздиже над околном џунглом.
Ова локација, изабрана за главни град, окружена џунглом пуном дивљих звери, комараца и других напасника, била је заиста застрашујућа. Касапа је овако велики комплекс могао да изгради захваљујући томе што је његово краљевство било изузетно просперитетно. Такође је имао огромну радну снагу висококвалификованих радника и занатлија, а војска од педесет хиљада људи, на хиљаде волова и више стотина слонова годинама се трудила да изгради овај величанствени нови град усред џунгле.

### Небеска палата
Круна Сигирије била је Небеска палата која се налазила на самом врху стене. То је био геометријски центар Касапиног града. На врхунцу своје славе, пре око 1600 година, представљала је величанствен призор. Видљива миљама уоколо, небеска палата је деловала као да лебди изнад крошања дрвећа на блиставом белом облаку. Ово је било централно, свето место Касапиног утврђења. Ту је, према древним хроникама, живео као „бог Кувера у Алакаманди”, митском граду богова.
Небеска палата је служила у две сврхе. Првенствено је то била грандиозна потврда о моћи и богатству Касапе, њеног градитеља, а другу намену је имала као краљевска резиденција у којој су живели само краљ, краљица и мали број слугу. Краљевски стамбени комплекс био је смештен на северозападном крају, на највишој тачки стене. Чинило га је неколико зграда и вртова. Верује се да је велика зграда са једном централном просторијом величине 13 × 7 м била краљевска спаваћа соба. На северу изнад језера налази се престо исклесан из околне стене. Седиште је окренуто према истоку и прати централну осу комплекса у правцу исток-запад. Овакав положај пружао је Касапи неометан поглед до хоризонта. Постоље на поду јасно указују на то да је постојала и надстрешница постављена да обезбеди заштиту од временских прилика. Иза престола исклесан је и канал за одвод кишнице, како би се спречило да се на седишту задржава вода. Ова палата се углавном користила током топлог и сувог периода у години када је, обзиром на надморску висину од скоро 360 метара, ово било свеже и пријатно боравиште. Током влажног периода монсуна, са обилним кишама и јаким ветром, највероватније су кориштене палате на нижим деловима комплелкса. Економске зграде и простори за послугу су лоцирани на јужном крају. На југоисточном углу, на најнижој тачки комплекса, налазили су се тоалети.
У југоисточном делу комплекса налази се велики базен величине 27 × 21 м и сви делови комплекса стичу се оправо око базена, због чега се верује да је ту било централно окупљалиште житеља палате. Западна страна овог језера била је исклесана из стене, а остале три изграђене су од камених плоча и цигала. До самог базена воде бројна степеништа.

### Степенице и капија
Лавље степениште краљ Касапа саградио је као последњу одбрану прилаза палати. Иако се данас најчешће назива Лавље степениште, тачнији назив био би Лавља капија.
Капија се налазила на малој заравни на северној страни стене и све што је данас од ње остало су степениште и две огромне лавље шапе, чији нокти висине одраслог човека могу да дочарају величину ове грандиозне грађевине. Капија је била саграђена у облику лава који седи, попут Сфинге и чува прилаз палати на врху стене. Саме степенице биле су високе 35 м, широке 21 м, од којих се 11 м пружало ван стене. Остаци великих шапа са ноктима високим као човјека нам дају јасну индикацију своје оригиналне величине.
У древним списима шри Ланке Culavamsa забележено је да је лавља глава, обојена јарким бојама, са пламеним очима и разјапљеним чељустима, изгледала као да је спремна да прогута свакога ко би се усудио да јој приступи. Графити пронађени на Зиду-огледалу потврђују да је ова колосална грађевина постојала много векова пошто је Сигирија напуштена као краљевска палата. Један графит из 9. века, урезан на површину зида скоро 300 година након што је саграђен, гласи: „Попевши се на Сигирију да видим шта је тамо - Испунио сам жељу свога ума - и видео Његово Господство Лава...”

### Зид-огледало
Зид-огледало је зид од омалтерисаних цигала са унутрашњим пролазом ширине два метра. Најстарији део овог пролаза изграђен је да би се створио заштитни зид. Под дуж пролаза поплочан је полираним мермерним плочама. Лукови и жљебови урезани у стену наспрам зида сугеришу да су то некада биле тачке за монтирање кровних греда. пружао се уз готово вертикалну западну страну стене. Почињао је од стрмих степеница у у терасатим вртовима у подножју стене и пружао се у дужини од 200 м дуж галерије која је била покривена фрескама до мале висоравни на сјверној страни стене, на којој се налазила Лавља капија. Сачувано је само око стотину метара овог зида, али остаци цигала и жљебови урезани дуж западне стране стене јасно показују гдје је остатак овог зида некада стајао. Данас је овај зид обојен наранџастим нијансама, али када га је краљ Касиапа саградио пре 1600 година био је бео и сјајан попут огледала. Верује се да је сјај постизан тако што је зид облаган специјалним малтером добијеним мешањем финог кречњака са беланцима и медом, а после сушења малтерисана површина глачана је воском до високог сјаја.
Сјајни бели зид током векова је представљао неодољиву таблу на којој су посетиоци урезивали своје мисли. Ове гравуре су данас познате као Сигиријски графити. Један графит говори о томе да је гипс био толико сјајан да су се на њему рефлектовале фресаке осликане на стени наспрам зида. Зид-огледало је једна од ретких структура у Сигирији која је током петнаестак векова остала скоро нетакнута.
На северној страни стене, изнад Лавље капије, постојао је још један зид, далеко финије израде. пружао се дуж стрмог степеништа, нагиба од око 30 степени. Једини трагови овог зида су хиљаде жљебова усечених у стену, који су пружали ослонац за темељ зида.

### Фреске
Сигиријске фреске налазе се на западној страни стене. Древни графити, исписани на зиду-огледалу, говоре о постојању чак пет стотина фресака које покривају велики део површине западне стране стене. Биле су део огромног мурала који се тракасто протезао око стене, на површини од око 5600 м². Мурал је почињао код терасастих вртова у подножју јужне стране и протезао се до Лавље капије на североисточној страни стене. Фреске су биле осликане јарким бојама и јасно видљиве и са најудаљенијих тачака комплекса, а најбоље су се виделе са церемонијалног западног прилаза.
Фреске у Сигирију подсећају на Гупта стил којим су сликане чувене фреске у пећинама Аџанте у Индији. Обзиром на близину двеју земаља и чињеницу да су у то време, у 5. веку делили будистичку вјеру, нема сумње да су на сликаре сигиријских фресака утицале фреске из Аџанте, али су Сигиријске фреске оцењене као далеко живахније, флуидне и животније.
Постоје неосноване претпоставке да су, када је након Касапине смрти палата напуштена и Сигирија нешто касније претворена у будистички манастир, уклоњене бројне фреске, јер су сматране превише провокативним за један верски објекат. Међутим, у ноћи 13. октобра 1967. десио се вандалски чин за који се поуздано зна, а чији починиоци никада нису пронађени. Те ноћи вандали су дошли до незаштићених фресакаи уништили већи део на две фреске и заменили зелену боју на њих петнаест. На спашавању овог непроцењивог уметничког блага потрошено је много месеци рада, али су током процеса рестаурације нестале деликатне нијансе оригиналних боја.
Вековима се расправља о томе ко су биле жене на фрескама и шта су представљале. Једни кажу да су то небеске нимфе са цвећем у рукама, други да фреске представљају краљице и конкубине, док трећи сугеришу да би могле бити представе богиња.

### Графити
Сигирија је постала атрактивна туристичка дестинација бећ у 6. веку. Наиме, 150 година пошто је напуштена као краљевска палата, Сигирија је претворена у манастир. Једна од претпоставки је да су монаси, како би побољшали материјално стање манастира, дозволили посетиоцима и ходочасницима да посете и виде ове прилично узнемирујуће фреске. У пећинама камених вртова пронађене су мале статуе које изгледају као реплике фресака. Верује се да су продаване посетиоцима као сувенири, што додатно потврђује претпоставку да је Сигирија веома давно постала атрактивна туристичка атракција. У периоду од 6. до 14. века ови древни туристи оставили су на Зиду-огледалу више од 1800 записа прозе, поезије и коментара, данас познатих као Сигиријски графити. Ови графити нуде јединствени увид у историју Сигирије и еволуцију језика у Шри Ланки током периода од 800 година. Како на зиду нема графита старијих од 6. века прдпоставља се да посетиоци нису имали приступ Сигирији око 100 година након што је напуштена и претворена у манастир.
Већина графита се односи на прелепе фреске полунагих жена, а на осталима се могу наћи изрази страхопоштовања, изјаве љубави, различити коментари, псовке, лажи, дневнчке записе или једноставне изјаве о посети ("Био сам овде"). Многи графити показују веома висок ниво писмености и изузетно познавање уметности и поезије. Писани су на санскрту, сингалском и тамилском језику. Од 685 до сада идентификованих аутора графита 12 је било жена, више од половине се идентификовало по имену, многи су истакли свој друштвени статус, а неки чак поменули и одакле су дошли. Графити указују да је већина посетилаца потицала из елитних слојева друштва: краљевске породице, званичници, различити стручњаци и свештенство. Било је и војника, па чак и занатлија. Идентификовано је преко 1000 јединствених речи.